# Bozzay Dezső
Bozzay Dezső (Répceszentgyörgy, 1912. május 23. – Budapest, 1974. november 21.) magyar ipari formatervező, építő-iparművész, a modern ipari formatervezés hazai úttörőinek egyike.

## Családja
A Vas vármegyei római katolikus régi nemesi származású bozzai Bozzay család sarja. Apja, bozzai Bozzay Boldizsár (1881–1958), okleveles gazda, és anyja, Horváth Margit (Bozzay Margit) (1893–1942) volt. Apai nagyszülei bozzai Bozzay Gáspár (1843–1912), a szombathelyi járás főszolgabírája, és Kárnics Ágnes voltak. Anyai nagyszülei Horváth Antal gazdatiszt és Moller Hermine voltak.
Bozzay Dezső lánya, Bozzay Margit modell (1946–2018).

## Életpályája és munkássága
1931–1934 között a budapesti Országos Magyar Királyi Iparművészeti Iskola diákja volt, ahol Kaesz Gyula oktatta. Németországban tanult tovább, majd 1937-ben diplomázott a budapesti Iparművészeti Iskolában építő-iparművész szakan. Hallgató korában készítette első rádióterveit. Diplomája után a híradástechnikai iparban, a Magyar Philips Műveknél dolgozott 1937–1949 között; különféle cikkeket, grafikákat és kiállításokat tervezett korszerű szellemben. 1949–1952 között a Magyar Philips jogutódjánál, a Magyar Adócsőgyárban dolgozott. 1952–1974 között az Ipari Épülettervező Vállalatnál (Iparterv) dolgozott vezető tervezőként. Az 1954-ben létrehozott Iparművészeti Tanács munkájában is részt vett. 1955-től az Ipari-forma Szakbizottság elnöke volt.
1957-ben készítette el a CB 55 telefontervet, amely később a Körtelefon lett. 1957–1958 között a MÁV négytengelyes étkezőkocsi tervét készítette el Hornicsek Lászlóval, Kaesz Gyulával. 1967-ben Lengyel Istvánnal alakította ki a Ganz-MÁVAG kétcsuklós villamosát. 1972–1974 közötti utolsó munkája a Nemzeti Sírkert és a pesti Dunapart rendezési terve.
Sírja a Fiumei úti sírkertben található (34-2-19).

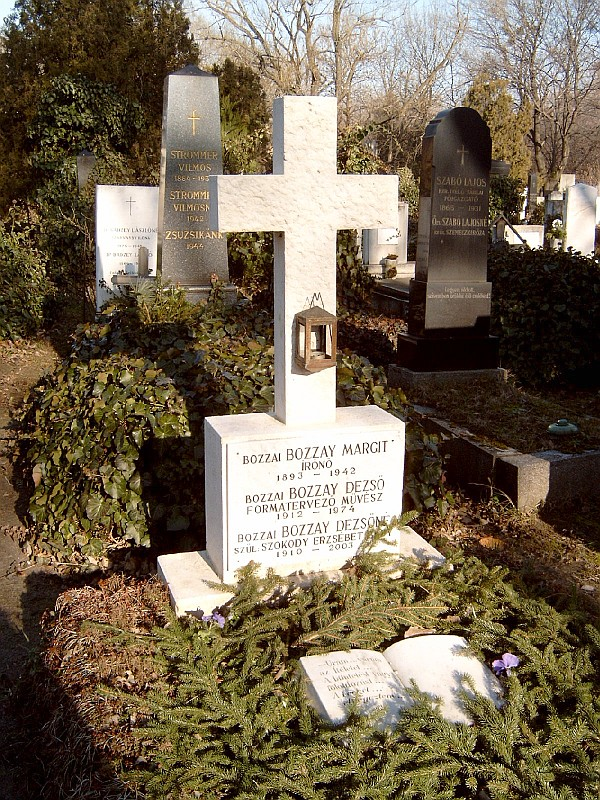
Bozzay Dezső ipari formatervező, építő-iparművész és Bozzay Margit író sírja Budapesten. Kerepesi temető: 34-2-19

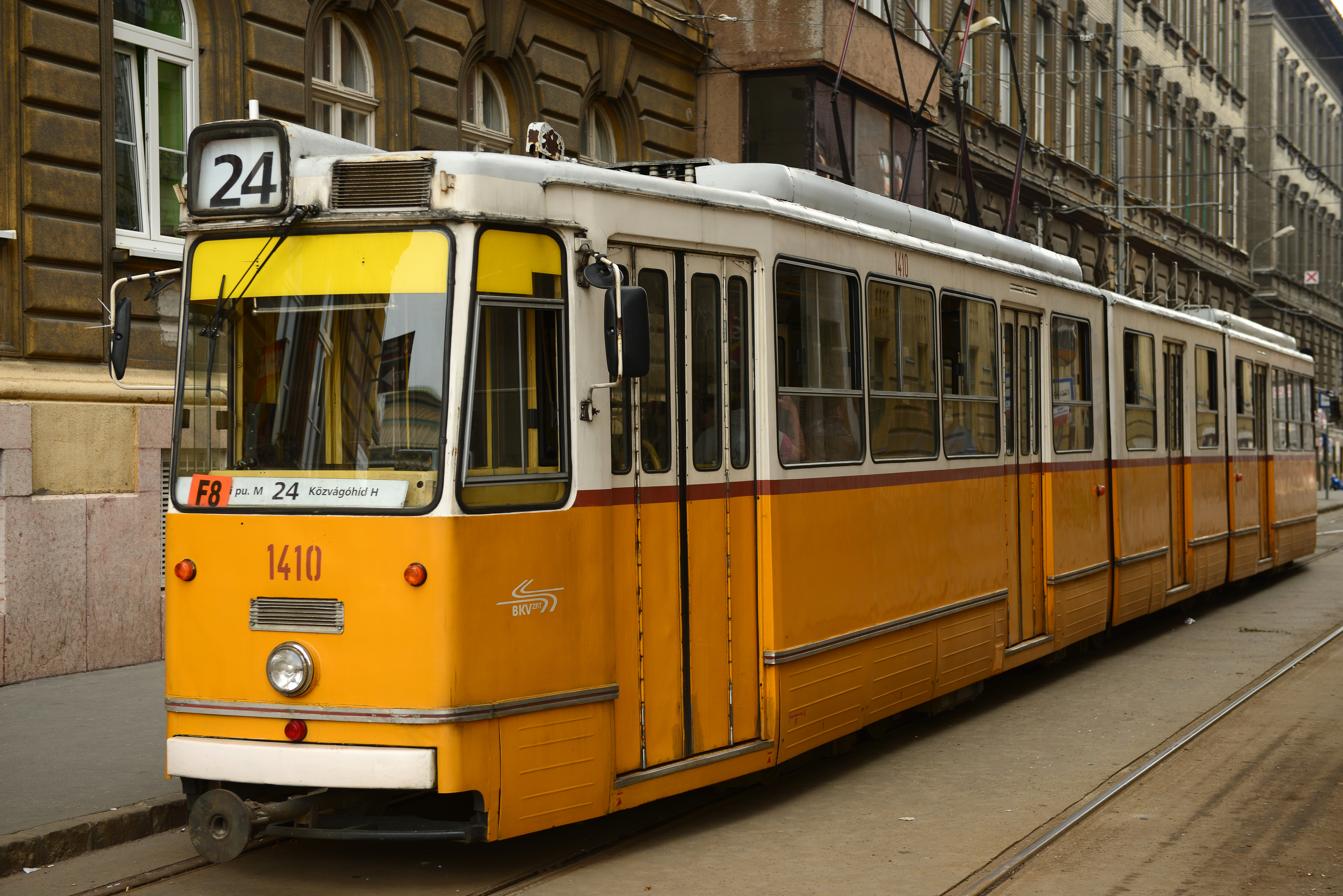
Ganz ICS villamos, amelyet Lengyel Istvánnal közösen tervezett.

## Könyvei
- A szép otthon (Szenes Róberttel, Ezermester Kiskönyvtár. 3. Budapest, 1962)
- A Nemzeti Sírkert (Szíj Rezsővel, Magyar Nemzet, 1972. dec. 5.)

## Ipari formatervezői munkái
- Olympia, Europa-super, Ultra-super (rádiócsalád, 1936)
- Néprádió (1939)
- Pajtás, Jóbarát, Gondűző, Mestermű (rádiócsalád, 1949)
- Légpárnás köszörű (1955)
- Biotherm elektromos hőmérő (1957)
- Körtelefon (1957)
- Étkezőkocsi (Kaesz Gyulával és Hornicsek Lászlóval, 1958)
- Duna tévékészülék (Kováts Mihállyal, 1958)
- Néptelevízió (1959)
- AT 511 és 611 televíziók (Kováts Mihállyal, 1959)
- Kétcsuklós villamos (Lengyel Istvánnal, 1965)
- Fénytorony (Baumann Sándorral, 1967)